# Lijst van Stolpersteine in Voorschoten

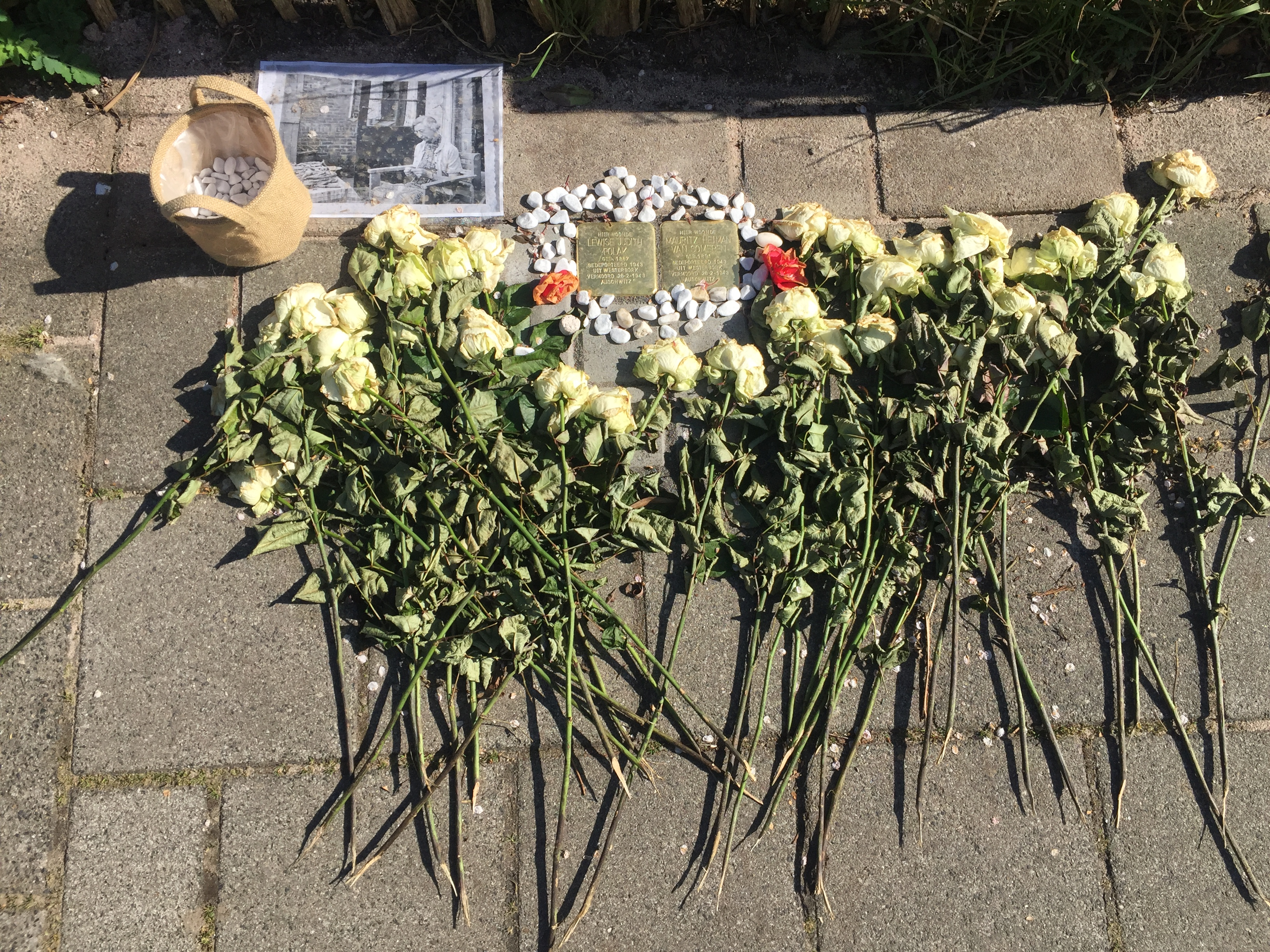
Stolpersteine in Voorschoten

De lijst van Stolpersteine in Voorschoten geeft een overzicht van de gedenkstenen in de gemeente Voorschoten in de Nederlandse provincie Zuid-Holland die zijn geplaatst in het kader van het Stolpersteine-project van de Duitse beeldhouwer-kunstenaar Gunter Demnig.
Stolpersteine zijn opgedragen aan slachtoffers van het nationaalsocialisme, al diegenen die zijn vervolgd, gedeporteerd, vermoord, gedwongen te emigreren of tot zelfmoord gedreven door het nazi-regime. Demnig legt voor elk slachtoffer een aparte steen, meestal voor de laatste zelfgekozen woning.
Omdat het Stolpersteine-project doorloopt, kan deze lijst onvolledig zijn.

## Stolpersteine
In Voorschoten liggen twee Stolpersteine op een adres.

### Voorschoten
| Afbeelding | Inscriptie | Adres         | Herdachte persoon                      |
| ---------- | --- | ------------- | -------------------------------------- |
|            | HIER WOONDE LEWISE JUDITH POLAK GEB. 1887 GEDEPORTEERD 1943 UIT WESTERBORK VERMOORD 26-2-1943 AUSCHWITZ        | Oranjekade 61 | Lewise Judith Polak (1887-1943)        |
|            | HIER WOONDE MAURITZ HEIMAN VAN SOMEREN GEB. 1891 GEDEPORTEERD 1943 UIT WESTERBORK VERMOORD 26-2-1943 AUSCHWITZ | Oranjekade 61 | Mauritz Heiman van Someren (1891-1943) |

## Data van plaatsingen
- 20 maart 2025: twee Stolpersteine op Oranjekade 61